# Paolo Dal Pino
Paolo Dal Pino (Milano, 26 giugno 1962) è un manager italiano.
È stato presidente della Lega Serie A e vicepresidente vicario della Federazione Italiana Giuoco Calcio dall'8 gennaio 2020 al 1º febbraio 2022.
È inoltre amministratore delegato di Telit Communication.

## Biografia
Laureato in Economia all’Università di Pavia, è sposato e ha due figli .

## Carriera
Inizia la sua carriera di manager nelle telecomunicazioni negli anni ottanta nel gruppo Fininvest, nell'area Finance and Control della Holding. Nel 1987, passa al Gruppo Mondadori, dove lavora con il Chief Financial Officer. L’anno successivo si trasferisce nei Paesi Bassi, andando a occupare il ruolo di Chief Financial Officer del Gruppo Verkerke. Tra il 1990 e il 2001, occupa diversi incarichi nel gruppo editoriale L'Espresso. Entra come controller dell’azienda che pubblica il quotidiano La Repubblica fino ad diventare General Manager del Gruppo nel 1994. È tra i precursori di internet in Italia avendo guidato nel 1996 il lancio di Repubblica.it, uno dei primi giornali italiani su internet, che sarà poi la base di partenza del progetto del portale Kataweb. Questa esperienza in ambito digital sarà poi ampliata nella successiva gestione delle aziende detentrici dei portali Virgilio.it e Libero.it.
Nel 2001, assume l’incarico di CEO di SEAT Pagine Gialle sostituendo Lorenzo Pellicioli alla guida del gruppo. Ricopriva contemporaneamente il ruolo di Presidente delle reti televisive LA7 e MTV che appartenevano a Seat.
Nel 2004, Dal Pino si trasferisce in Brasile assumendo l’incarico di President of Operation di Telecom Italia in America Latina e Presidente di Tim Brasile, uno dei maggiori operatori di telefonia latinoamericani, posizione che ricorpre fino alla fine del 2005. L’anno successivo rientra in Italia alla guida del gruppo telefonico Wind Telecomunicazioni con il ruolo di CEO.
Tra il 2008 e il 2011, ha ricoperto il ruolo di senior advisor nel fondo d’investimenti olandese Cyrte Investments. Nell'ottobre 2011 entra in Pirelli assumendo la presidenza operativa per l’America Latina per cinque anni. È durante la presidenza di Dal Pino che Pirelli Brasile finanzia il restauro della statua del Cristo Redentore del Corcovado a Rio de Janeiro, dopo che era stata danneggiata da alcuni fulmini.
Nel 2009 ha ricevuto la cittadinanza onoraria della città di Rio de Janeiro.
Dall'ottobre 2016 fino agli inizi del 2018 è stato CEO di Prometeon Tyre Group, l’ex Pirelli Industrial, la società che produce e commercializza gli pneumatici per Truck, Bus, Agro e OTR a marchio Pirelli.
Dal 2018 è Chief Executive Officer di Tèlit Communication Plc. È stato membro del Consiglio di Amministrazione di Sace dal 2016 al 2019 come consigliere indipendente e dal 2008 al 2014 ha partecipato al Consiglio di Amministrazione di Terna.

### Presidenza Lega Serie A
Nel gennaio 2020 diviene presidente della Lega Serie A, succedendo a Gaetano Miccichè e dopo aver già sfiorato in precedenza la presidenza.
All'inizio del suo mandato ha dovuto gestire la difficile situazione dovuta alla pandemia da COVID-19, riuscendo però a trovare un accordo con i diversi club per far riprendere il campionato in totale sicurezza, anche se la totale sicurezza rimane pura utopia.
Ad agosto Dal Pino ha poi avviato un processo di trasformazione della Lega Calcio per riportare il calcio italiano ai più alti livelli internazionali, cercando anche di trasformare la società che racchiude i club di serie A in una media company, con importanti investitori internazionali.
Il 5 marzo 2021, con la riconferma di Gabriele Gravina, viene eletto vice presidente vicario della FIGC e membro del Comitato di Presidenza. Si è dimesso da presidente della Lega il 1º febbraio 2022 per trasferirsi permanentemente con la famiglia in California dove si trovava da dicembre.